# آنا فوجلياتا
آنا فوجلياتا (بالإيطالية: Anna Foglietta)‏ هي ممثلة إيطالية، ولدت في 3 أبريل 1979 بروما في إيطاليا.

## أعمال

### أفلام
- (2010) الأمريكي[4][5]

## وصلات خارجية
- آنا فوجلياتا على موقع IMDb (الإنجليزية)
- آنا فوجلياتا على موقع روتن توميتوز (الإنجليزية)
- آنا فوجلياتا على موقع قاعدة بيانات الفيلم (الإنجليزية)